# Buru

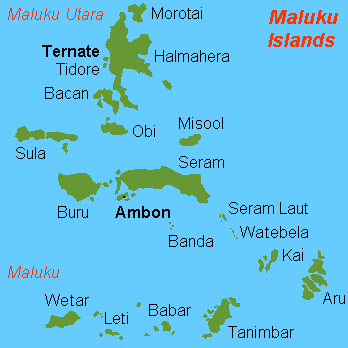
översiktskarta

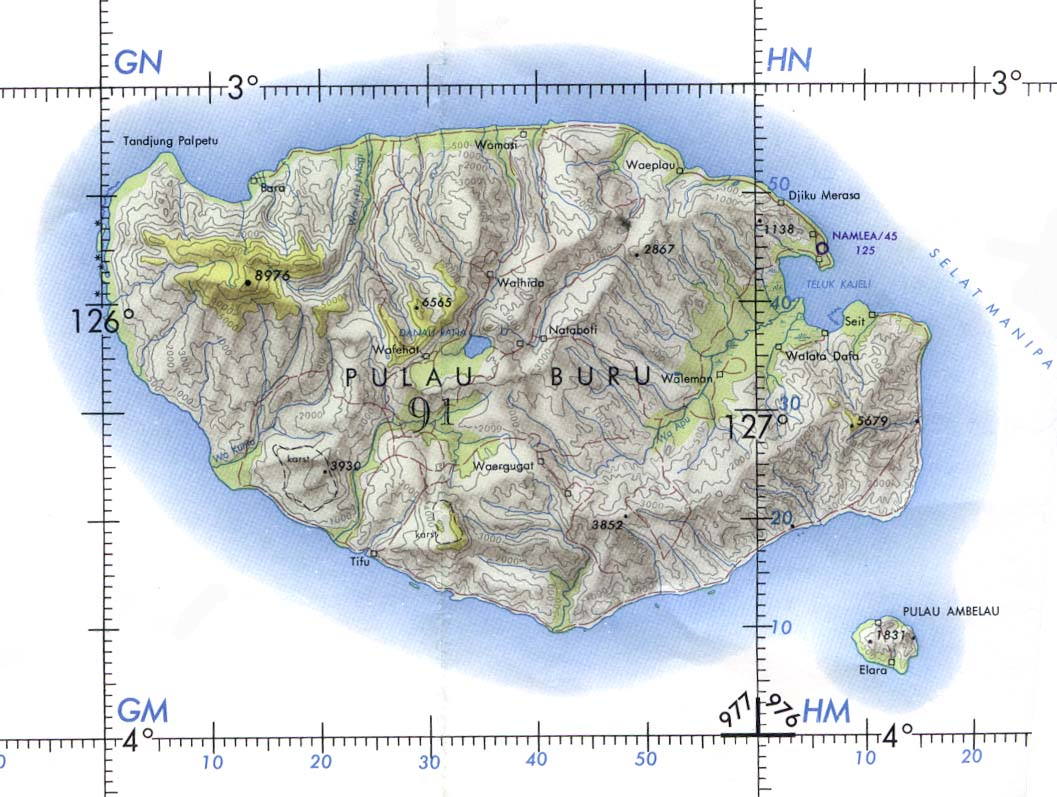
Buruön

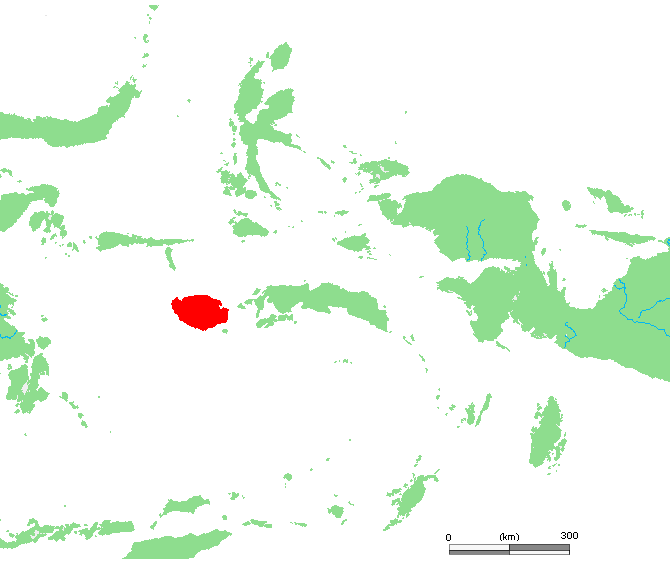

Buruön (indonesiska Pulau Buru, tidigare Buru Eiland) är en ö i Malukuprovinsen i Indonesien.

## Geografi
Buruön är en del i Moluckerna och ligger cirka 2 000 km nordöst om Djakarta och cirka 100 km väster om huvudön Ambon. De geografiska koordinaterna är 3°24′ S och 126°40′ Ö.
Ön har en area om cirka 9 505 km² med en längd på cirka 145 km och cirka 80 km bred och täcks till stora delar av tropisk regnskog.
Buruön har cirka 100 000 invånare och huvudorten heter Namlea på öns nordöstra del vid Kaveliviken. Den högsta höjden är Gunung Tomahu på cirka 2 720 m ö.h.
Förvaltningsmässigt utgör ögruppen "kabupaten" (distrikt) Buru.
Ön har en flygplats Namlea (flygplatskod "NAM") för lokalt flyg.

## Historia
Buruön beboddes troligen av melanesier redan cirka 1500 f Kr och låg länge inom sultanatet Ternates inflytande. Kring 1658 övertogs området av Vereenigde Oostindische Compagnie (Holländska Ostindiska Kompaniet).
Nederländerna behöll kontrollen över ön, förutom en kort tid under andra världskriget då området ockuperades av Japan, fram till Indonesiens självständighet 1949.
Under Suharto byggdes 1965 ett interneringsläger för kommunister, regimkritiker och andra statsfiender på ön.